# Погорєлка (Калязінський район)
Погорєлка (рос. Погорелка) — присілок в Калязінському районі Тверської області Російської Федерації.
Населення становить 16 осіб. Входить до складу муніципального утворення Семендяєвське сільське поселення.

## Історія
Від 2005 року входило до складу муніципального утворення Семендяєвське сільське поселення.

## Населення
| 2010 |
| ---- |
| 16   |